# سباسوي بولاييتش
سباسوي بولاييتش (بالسلوفينية: Spasoje Bulajič)‏ (مواليد 24 نوفمبر 1975) هو لاعب كرة قدم. يلعب مع منتخب سلوفينيا لكرة القدم. سبق له أن لعب في كأس العالم لكرة القدم مع منتخب بلاده.

## روابط خارجية
- سباسوي بولاييتش على موقع الاتحاد الدولي (مؤرشف)  (الإنجليزية)
- سباسوي بولاييتش على موقع قاعدة بيانات كرة القدم.إي يو (الإنجليزية)
- سباسوي بولاييتش على موقع ناشيونال فوتبول تيمز (الإنجليزية)
- سباسوي بولاييتش على موقع عالم كرة القدم.نت (الإنجليزية)